# Волтер Блок
Волтер Едвард Блок (Walter Edward Block) (нар. 21 серпня 1941) — американський економіст австрійської школи та теоретик анархо-капіталізму. В даний час він обіймає посаду завідувача кафедри економіки Гарольда Е. Вірта в Школі бізнесу бізнесу JA Butt в університеті Лойоли, Новий Орлеан і є старшим науковим співробітником Інституту Людвіга фон Мізеса в Оберні, штат Алабама .
Широку відомість він отримав завдяки своїй книзі 1976 року «Захищуючи беззахисне» (Defending the Undefendable), яка відстоює протилежні до офіційних позиції щодо діянь, які є незаконними або неповажними, але Блок стверджує, що насправді є злочинами без потерпілого або приносять користь суспільству.

## Особисте життя
Блок народився в Брукліні, Нью-Йорк, у єврейській родині, батько Авраам Блок, дипломований бухгалтер, і матір Рут Блок, помічник юриста, про яких Блок заявив, що вони обидва були лібералами. Він відвідував середню школу Джеймса Медісона, де грав в одній команді з Берні Сандерсом. Блок здобув ступінь доктора філософії. ступінь економічного факультету Колумбійського університету і написав дисертацію про контроль орендної плати в США під керівництвом Гарі Беккера. Блок ідентифікує себе як «побожного атеїста».
В інтерв'ю Блок заявив: «У п'ятдесятих і шістдесятих роках я був лише черговим „коммі“ (комуністом), який проживає в Брукліні». Блок приписує свою перехід до лібертаріанства тим, що він відвідував лекції Айн Ренд, будучи студентом. Пізніше Блок був присутній на обіді з Ренд, Натаніелем Бранденом та Леонардом Пейкоффом, на якому Бранден запропонував Блоку прочитати «Атлант розправив плечі» Айн Ренд та «Економіка за один урок» Генрі Гацліта. Він каже, що остаточний поштовх до його навернення відбувся після того, як познайомився з анархо-капіталістичним теоретиком австрійської школи Мюрреєм Ротбардом. Хоча відданий анархіст і, на відміну від об'єктивістських послідовників Айн Ренд, врешті-решт протистоїть обмеженому чи мінімальному уряду ; і навіть критикуючи її рух як «культовий», Блок все ще описує себе як «великого прихильника» Ренд і вважає «Атланта» «найкращим романом, написаним будь-коли».

## Професійна кар'єра

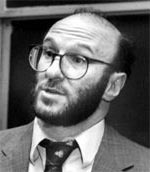
Волтер Блок

У 1964 році Волтер Блок отримав ступінь бакалавра філософії в Бруклінському коледжі та отримав ступінь доктора філософії з економіки Колумбійського університету у 1972 році. Викладав в Університеті Центрального Арканзасу, Коледжі Святого Хреста, Коледжі Баруха та Університеті Ратгерса. Зараз він обіймає кафедру економіки Гарольда Е. Вірта з економіки в бізнес-коледжі Бутт, університету Лойоли, Новий Орлеан.
З 1979 по 1991 рік Блок був старшим економістом Інституту Фрейзера. Зараз він є старшим науковим співробітником Інституту Людвіга фон Мізеса, який публікує його блоги з 2000 року.
З 1971 р. Блок є автором або співавтором понад 500 наукових статей, опублікованих у рецензованій літературі, що надзвичайно велика кількість порівняно з більшістю інших науковців. Його роботи були опубліковані у «Журналі лібертаріанських досліджень», «Квартальному журналі австрійської економіки», «Огляді австрійської економіки», «Американському журналі економіки та соціології», «Журналі трудової економіки», «Суспільному виборі», «Психології сьогодні» та інших популярних ЗМІ.

## Захищуючи беззахисне
Блок написав два десятки книг. Найбільшу відіомість він отримав за книгу «Захищуючи беззахисне» (Defending the Undefendable) 1976 року. Книгу перекладено десятьма іноземними мовами. Експерт «Fox Business Channel» Джон Стоссел написав, що «відкриваюча очі» книга Блока надихнула його побачити, що економіка «висвітлює те, що здоровий глузд пропускає».

## Погляди

### Рабство та сегрегація

#### «Добровільний рабський договір»
Блок вважає, що згідно лібертарного правового порядку, люди повинні мати законне право продавати себе в рабство або купувати і тримати рабів.
У нарисі про «невідчужуваність» природних та законних прав Блок захищає те, що він називає «добровільним рабським договором» (voluntary slave contract), аргументуючи це тим, що рабський договір є «справою добровільною при більш уважному розгляді, й будь-яке втручання у даний договір буде крадіжкою». Він зазначає, що з ним згоден лише Роберт Нозік і критикує погляди лібертаріанців, які не згодні з цим. Блок прагне зробити «крихітне коригування», яке «зміцнює лібертаріанство, роблячи його більш внутрішньо узгодженим». Він стверджує, що його позиція показує, що «договір, заснований на приватній власності [може] досягти найдальшіх галузей людської взаємодії, навіть до добровільних рабських договорів».

#### Рабство і громадянські права в США
Стаття в січні 2014 року в New York Times зазначала, що Блок виступив проти рабства, оскільки воно не було добровільним. «Таймс» також цитувала його, окрім своєї недобровільної природи, рабство було «не так вже й погано — ви збираєте бавовну та співаєте пісні». Блок також повідомив Times, що Вулвортс мав право не допускати негрів до своїх обідніх прилавків, стверджуючи, що «ніхто не змушений асоціюватися з людьми проти своєї волі». Хоча він визнає, що приписані йому цитати були точними, Блок відповів на цю статтю, звинувачуючи «Таймс» у нібито цитуванні його поза контекстом. Він виступив проти рабства на основі його недобровільності, а також свою підтримку права Вулворт на расову сегрегацію. Він назвав рабство жахливим, але лише тому, що воно порушувало лібертарійський принцип ненападу, і без жодної іншої причини. У статті про внутрішню вищу освіту зазначалося, що у відповідь на цю історію сімнадцять викладачів університету Блоку публічно закликали його піддавати критиці за його «повторні напади на громадськість … на громадянські права всіх». У творі також повідомляється, що Преосвященний Кевін Вілдес, президент університету Блоку, зробив «незвичайний крок» публічно критикуючи його аргументи як помилкові.

### Продуктивність темношкірих та жінок
У лекції Блок під назвою «Несправедливість у політиці та економіці соціальної справедливості», представленій на запрошення Товариства Адама Сміта з економічного відділу коледжу Лойоли, Балтімор у листопаді 2008 року, Блок стверджує, що праця темношкірих та жінок оплачується нижче, ніж білих, оскільки вони «менш продуктивні».
У лекції Блок відстоював свої погляди на жінок, стверджуючи, що серед молодших та неодружених жінок практично відсутня різниця в доходах. На запитання учасника, щоб пояснити різницю в продуктивності між темношкірими та білими, він заявив, що як економіст він не був кваліфікований для пояснення розбіжності. Блок запропонував дві думки, які могли б пояснити невідповідність: по-перше, те, що він назвав «політично правильним» поясненням, або соціально-економічні розбіжності та історичні несправедливості щодо темношкірих; по-друге, «політично некоректне» пояснення, або «нижчий чорний IQ».
Джеймс Гілл (James Gill) писав у «Таймс-Пікаюне», що лекція «розпалила фурор», в результаті чого президент університету Преосвященний Брайан Ф. Ліннен (Reverend Brian F. Linnane), вибачившись за те, що було сприйнято як «сексистський і расистський вибух», при цьому Гілл заявив, що «ідеї, що заздалегідь суперечать поточній моді, завжди, можливо, привертають академічну освіту».

За даними Inside Higher Ed : 
 Можливо, майже таким же помітним, як пряма відповідь президента, було засудження, яке було спільно виголошено економічним відділом коледжу та Товариством Адама Сміта. . . «Важливо зазначити, що зауваження було образливим не лише тому, що воно було расово нечутливим, а тому, що воно було помилковим та свідчило про низькоякісну стипендію. Існує достатньо наукових доказів того, що після коригування характеристик, пов'язаних з продуктивністю (наприклад, років навчання в школі, досвіду роботи, статусу профспілки та галузі тощо) залишається значний розрив у заробітній платі». 
 У відповідь на закиди Блок заявив, що «розглядає чутливість як ворога інтелектуального дослідження та правди». У статті в грудні 2008 року Блок писав, що уроки, які він здобув після інциденту, стосувалися необхідності перебування на посаді, якщо хтось хоче говорити, мудрості слів Мюррея Ротбарда про те, що «абсолютно безвідповідально бути голосним і голосистим при висловлюванні думок на економічні теми», залишаючись незнанням економіки, і важливість девізу Людвіга фон Мізеса: «Не поступайтеся злу, але будьте усе більш сміливіші проти нього».

### Приватизація шосе
Блок вважає, що державне управління доріг та автострад є не тільки неефективним, але й смертельним. Він стверджує, що «дорожній соціалізм» спричиняє загибель понад 35 000 людей у Сполучених Штатах щороку. І хоча багато людей звинувачують смерть на шосе за алкоголь, небезпечні транспортні засоби або перевищення швидкості, Блок покладає свою провину на урядовців, які керують системою автомобільних доріг. «Цілком можливо, що швидкість та алкоголь є шкідливими для безпечного водіння; але завдання дорожнього керівника — переконатись у дотриманні належних стандартів щодо цих аспектів безпеки. Якщо небезпечні умови переважають на приватній багатоповерхівці, або в торговому центрі, або в проходах універмагу, відповідний підприємець несе відповідальність.»

### Покарання державних службовців
Блок написав два документи про покарання осіб, які займаються «статистичною, урядовою чи іншою бандитською діяльністю». Блок стверджує, що має існувати «припущення, що всі урядові службовці винні у злочині проти людства», хоча він зазначає, що ця презумпція може бути спростована у багатьох випадках, як, наприклад, конгресмен США та старший співробітник інституту Мізеса Рон Пол . Блок вивчає такі питання, як реституція земель, взяті за допомогою знаменитого домену, та можливе відплата за політиків, службовців ІРС та інших, хто співпрацював у діяльності уряду. Він описує правила, за якими може діяти лібертаріанський «Нюрнберзький процес».

### Евіціонізм (на відміну від абортів)
Відповідно до моральної теорії Блока, акт переривання вагітності повинен бути концептуально розділений на акти виселення плода з утроби матері та вбивства плода. Спираючись на лібертаріанську позицію проти злочинів і вбивств, Блок підтримує право на перший вчинок, але, за винятком певних обставин, не на другий акт. Блок вважає, що жінка може на законних підставах зробити аборт, якщо плід не є життєздатним за межами утроби матері, або жінка оголосила світові про відмову від права на опіку над плодом, й ніхто більше не застосував прницип гомстеду, пропонуючи догляд для плоду.
Він також писав про пошук компромісу між тими, хто вважає, що дослідження стовбурових клітин є вбивством, і тими, хто його підтримує. Він застосовує лібертаріанську теорію прав приватної власності до своєї передумови про те, що навіть запліднені яйця мають права людини і що відповідні питання — це конкуренція між дослідниками та тими, хто хоче прийняти яйця.

### «Негативна домашня робота»
Блок теоретизував, чи може людина, яка захищає себе, завдала шкоди людському щиту або заручнику, використовуваному агресором, перебуваючи в акті самозахисту. Блок вважає це законним, оскільки людський щит є першою жертвою агресора і, як такий, не можна дозволити передати свої нещастя особі, що захищає себе, передбачуваній другій жертві агресора. Блок називає це «негативною домашньою теорією».

### Зовнішня політика
Блок підтримує зовнішню політику без інтервенції . На LewRockwell.com він критикував редакцію журналу Wall Street Journal Ренді Барнетта щодо кандидата в президенти Рона Пола та зовнішньої політики.

### Права тварин
Блок вважає, що лібертарійський принцип ненападу не поширюється на тварин і що право власників людини на вбивство, катування чи інше жорстоке поводження з тваринами може бути неминучим наслідком дії лібертарського права. Він сформулював цю позицію в дебатах про права тварин у 2017 році, стверджуючи, що групи повинні мати можливість подавати клопотання про права та поважати права інших людей, щоб самі мати право на права.

## Публікації

### Як автор
- Захищуючи беззахисне  (1976; перекладено на десять іноземних мов.) ISBN 0930073053
- Відповідь на Рамковий документ про внесення змін до Закону про розслідування комбінатів (1982)
- Фокус на економіці та канадських єпископах (1983)
- Фокус на справедливості зайнятості: критика Королівської комісії Абелли з питань рівності зайнятості (з Майклом А. Уокером ; 1985)
- Єпископи США та їхні критики: економічна та етична перспектива (1986). ISBN 978-0889750852 . OCLC 15348791 OCLC   15348791 [Архівовано 6 травня 2022 у Wayback Machine.]
- Лексикон економічної думки (з Майклом А. Уокером; 1988) ISBN 978-0889750814 . OCLC 246846272 OCLC   246846272
- Економічна свобода світу, 1975—1995 рр. (З Джеймсом Гвартні, Робертом Лоусоном; 1996)
- Економіка праці з точки зору вільного ринку: працевлаштування безробітних (2008). ISBN 978-9812705686  . OCLC 169873717 OCLC   169873717
- Приватизація доріг та автомобільних доріг: людський та економічний фактори (2009). ISBN 978-0773458413   . OCLC 64487353 OCLC   64487353
- Різні світогляди у вищій освіті: двоє науковців спільно сперечаються щодо правосуддя (2010) ISBN 978-9460913501
- Блоки для свободи (2010). Інститут Людвіга фон Мізеса, ISBN 978-1933550916 . OCLC 717747069 OCLC   717747069
- The case for discrimination. Auburn, Alabama: Ludwig von Mises Institute. 2010. ISBN 978-1933550817.
- Так, для Рона Пола та Свободи (2012). ISBN 978-4871873239   . OCLC 810904922 OCLC   810904922
- Водний капіталізм: випадок приватизації океанів, річок, озер та водоносних горизонтів (2016). ISBN 978-1498518826
- Космічний капіталізм: як люди будуть колонізувати планети, місяці та астероїди (2018). ISBN 978-3-319-74650-0

### Як редактор
- Зонування: його витрати та актуальність для 1980-х (Ред. 1980)
- Контроль оренди: міфи та реалії (Ред. З Едгаром Олсеном; 1981)
- Дискримінація, позитивні дії та рівні можливості (Ред. З Майклом А. Уолкером ; 1982)
- Оподаткування: міжнародна перспектива (Ред. З Майклом А. Уокером ; 1984)
- Економіка та довкілля: примирення (Ред. 1985; перекладено на португальську 1992) ISBN 0-88975-067-X
- Моральність ринку: релігійна та економічна перспективи (Ред. З Джеффрі Бренан, Кеннет Елзінга ; 1985)
- Теологія, розвиток третього світу та економічна справедливість (Ред. З Дональдом Шоу ; 1985)
- Реакція: Новий закон про комбіновані розслідування (Ред. 1986)
- Релігія, економіка та соціальна думка (Ред. З Ірвінг Гексем ; 1986)
- Людина, економіка та свобода: нариси з честю Мюррея Н. Ротбарда [Архівовано 11 листопада 2013 у Wayback Machine.] (Ред. З Лью Роквеллом ; 1988)
- Розбиття кайданів; Економіка дерегуляції: порівняння досвіду США та Канади (Ред. з Джорджем Лермером; 1991)
- Економічна свобода: до теорії вимірювання (Ред. 1991)
- Лібертаріанські автобіографії (Ред. В майбутньому)

### Переклади українською
- Блок В. Як ринок створює робочі місця, а уряд їх знищує (1988) / Австрійська економічна школа українською [Архівовано 31 жовтня 2020 у Wayback Machine.]
- Блок, Волтер. Приватні дороги. Людські та економічні чинники / Пер. з англ. В. Золотарьов, Н. Афончіна, за ред. В. Золотарьова / К. : Інститут вільної економіки, 2021. — 532 с. (ISBN 9789665217688)